# Donilda O'Pata
Donilda O'Pata é a mãe do Tio Patinhas, ou Patinhas Mac Patinhas, de Hortênsia Mac Patinhas e Matilda Mac Patinhas.
Foi casada com o pai de seus três filhos, Fergus Mac Patinhas. Seus pais não aparecem na Árvore Patológica.

## Nomes em outros idiomas
- Alemão: Dankrade Drachenfels
- Dinamarquês: Clementine O'And
- Finlandês: Lauha McAnkka
- Francês: Edith O'Drake
- Grego: Χνουδάτη Ο' Ντρέηκ
- Holandês: Ma McDuck
- Inglês: Downy O'Drake
- Italiano: Piumina O'Drake
- Norueguês: Myra McDuck
- Polonês: Kaczencja O'Draka
- Sueco: Dunhilde O'Rapp